# Āshkhāneh
Āshkhāneh (persiska: آشخانه) är en kommunhuvudort i Iran.   Den ligger i provinsen Nordkhorasan, i den nordöstra delen av landet, 500 km öster om huvudstaden Teheran. Āshkhāneh ligger 743 meter över havet och antalet invånare är 18 234.
Terrängen runt Āshkhāneh är kuperad österut, men västerut är den platt.Runt Āshkhāneh är det ganska glesbefolkat, med 27 invånare per kvadratkilometer. Āshkhāneh är det största samhället i trakten. Trakten runt Āshkhāneh består till största delen av jordbruksmark.